# Крюшон

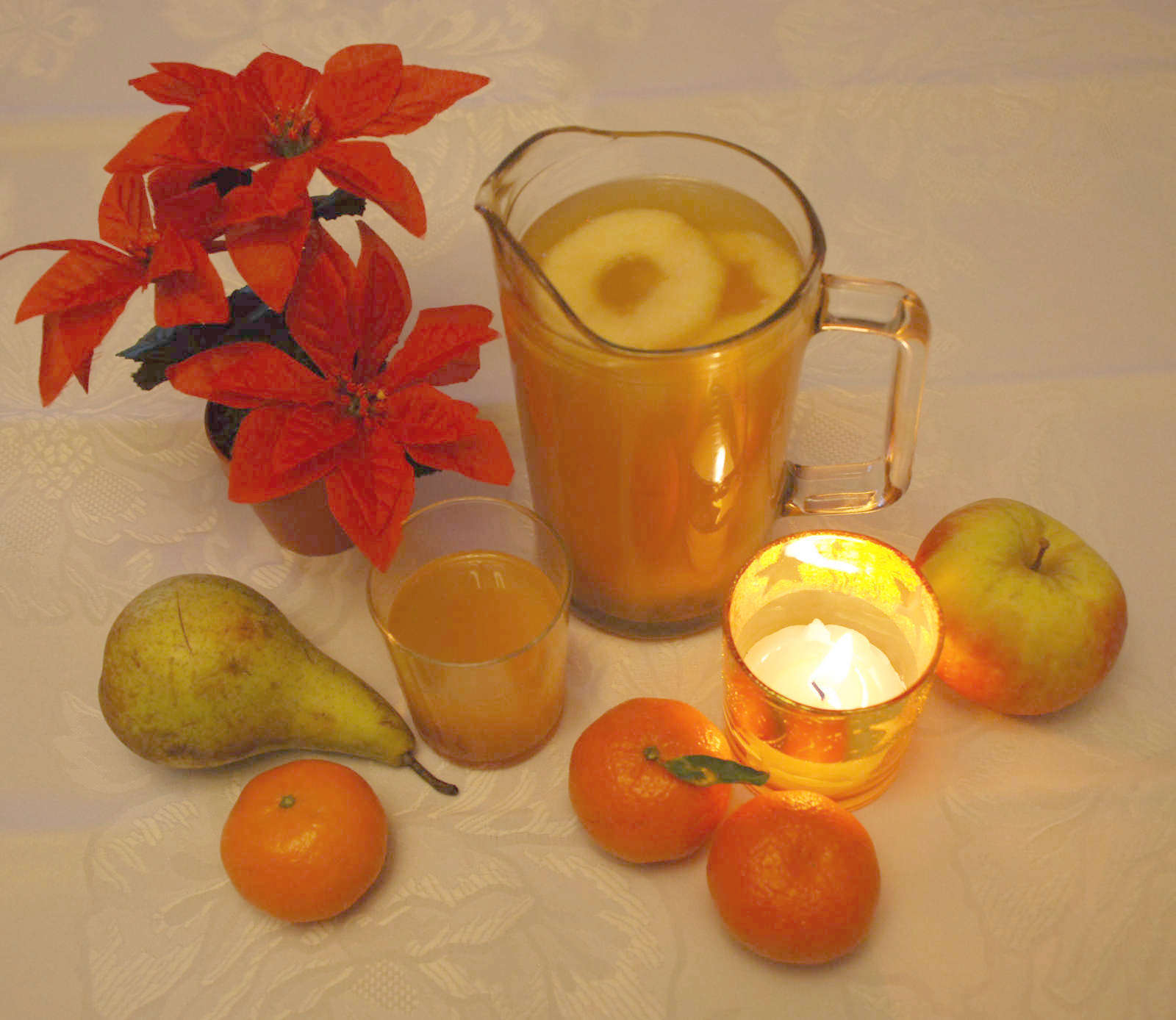

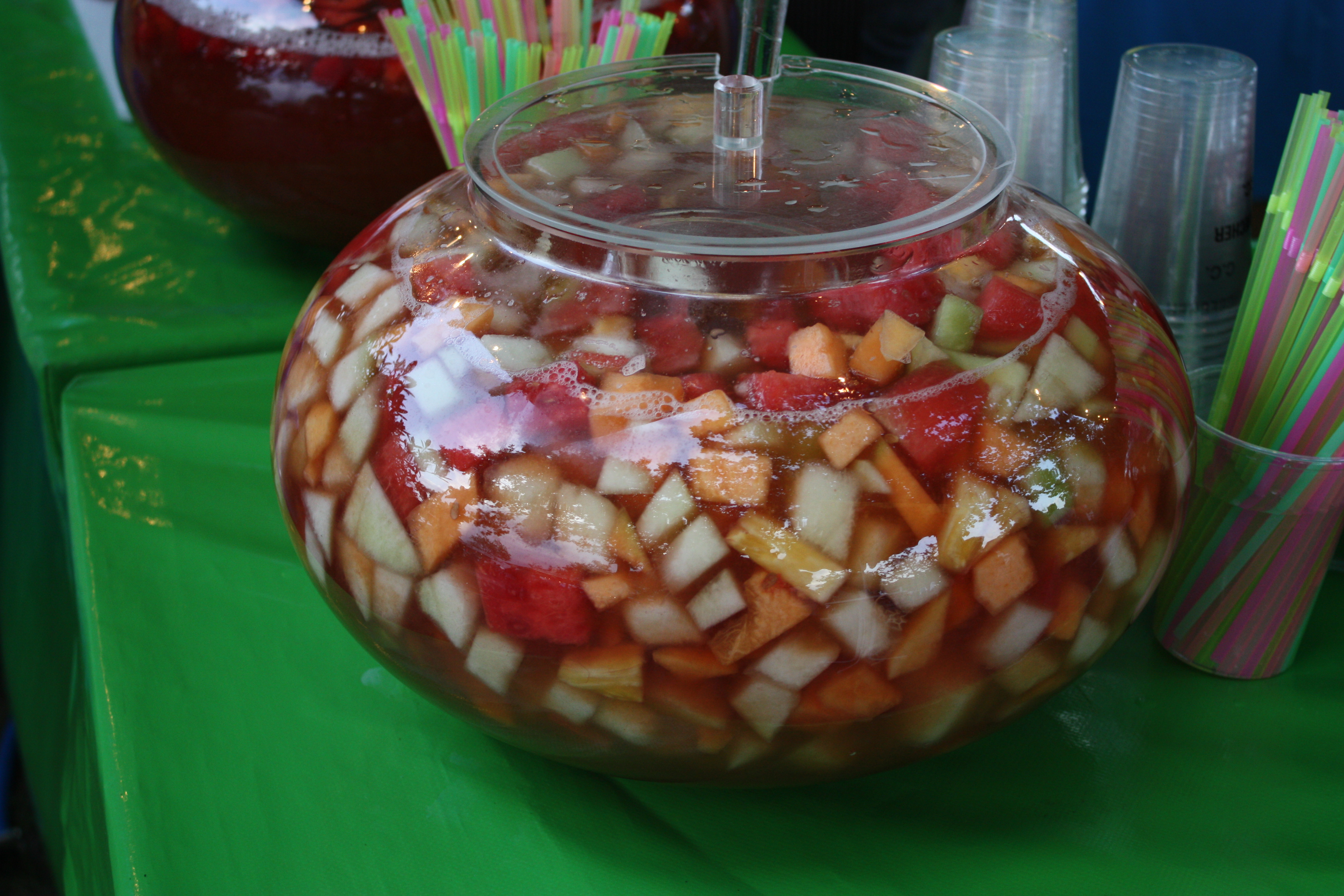

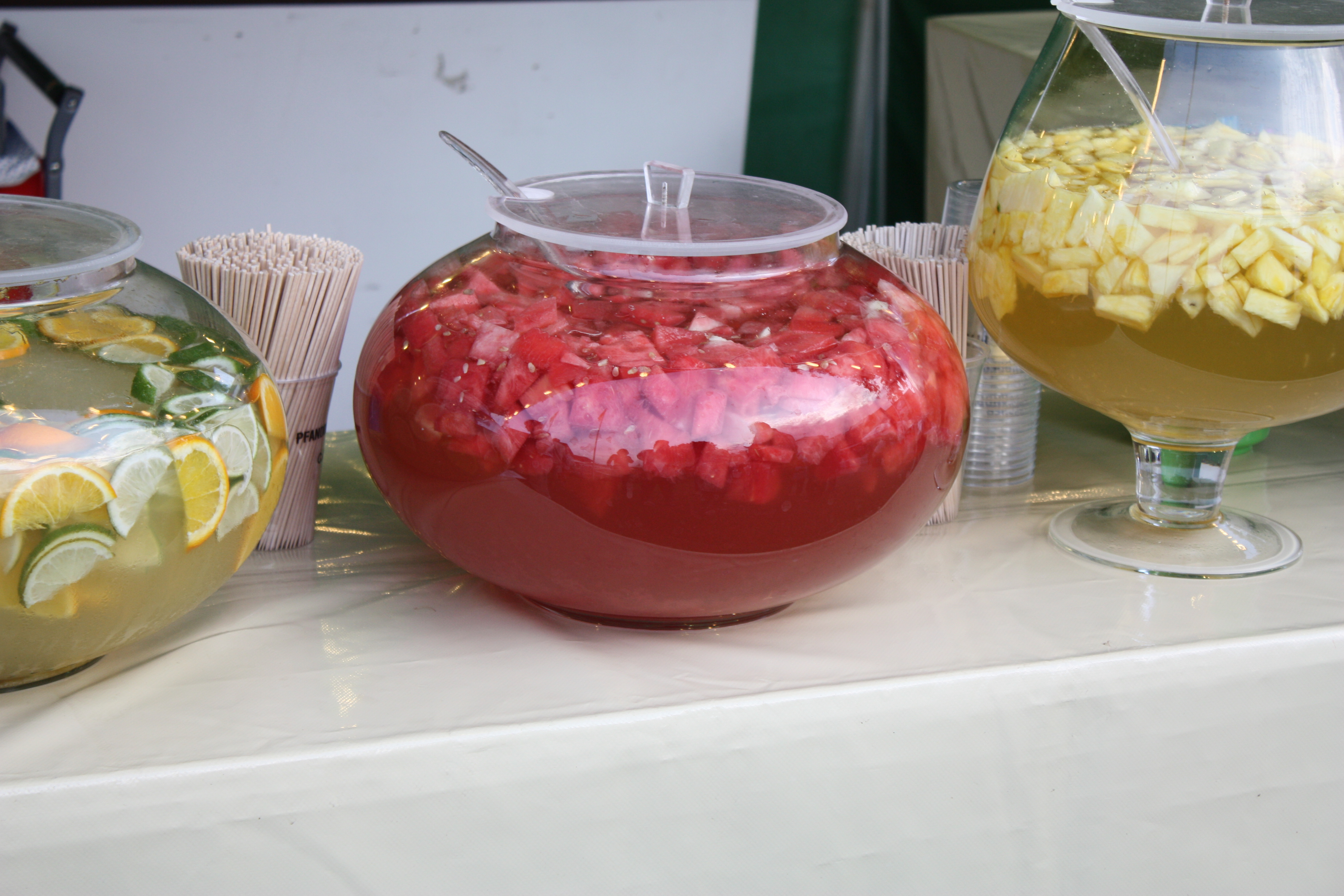

Крюшо́н (фр. cruchon — келишок) — холодний середньоміцний алкогольний напій, що складається з суміші вина, лікера або сиропу та різних фруктових соків або цілих фруктів з додаванням шампанського, сидру, мінеральної води та інших газованих напоїв. Крюшони подають охолодженими (8–10 °C), у класичному вигляді у кришталевих келихах («крюшонницях»). Крюшон дещо схожий на пунш.
За часів СРСР було створено декілька рецептів сурогатних безалкогольних крюшонів, призначених для дитячого меню.
Існує велика кількість різновидів крюшонів, наприклад з бананів, ананасів, яблук, кавунів, персиків та ін.